# Medal Jamesa Craiga Watsona

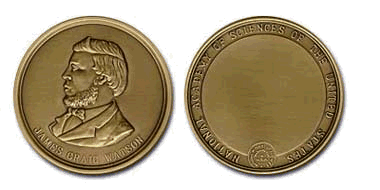
Medal Jamesa Craiga Watsona

Medal Jamesa Craiga Watsona został ustanowiony z woli amerykańsko-kanadyjskiego astronoma Jamesa Craiga Watsona i jest przyznawany przez US National Academy of Sciences za wybitny wkład do astronomii.

## Laureaci
- 1887: Benjamin A. Gould
- 1889: Ed Schoenfeld
- 1891: G. F. J. A. Auwers
- 1894: Seth Carlo Chandler
- 1899: David Gill
- 1913: J. C. Kapteyn
- 1916: Armin O. Leuschner
- 1924: C. V. L. Charlier
- 1929: Willem de Sitter
- 1936: Ernest William Brown
- 1948: Samuel A. Mitchell
- 1951: Herbert R. Morgan
- 1955: Chester B. Watts
- 1957: George Van Biesbroeck
- 1960: Yūsuke Hagihara
- 1961: Otto Heckmann
- 1964: Willem J. Luyten
- 1965: Paul Herget
- 1966: Wallace J. Eckert
- 1969: Jurgen Moser
- 1972: André Deprit
- 1975: Gerald M. Clemence
- 1979: Charles T. Kowal
- 1982: Stanton J. Peale
- 1985: Kent Ford
- 1986: Robert B. Leighton
- 1991: Maarten Schmidt
- 1994: Yasuo Tanaka
- 1998: Carolyn S. Shoemaker i Eugene M. Shoemaker
- 2001: David Todd Wilkinson
- 2004: Vera C. Rubin
- 2007: Michael Skrutskie i Roc Cutri
- 2010: Margaret J. Geller
- 2012: Jeremiah P. Ostriker
- 2014: Robert P. Kirshner
- 2016: Timothy M. Brown
- 2018: Ewine van Dishoeck
- 2020: Lisa Kewley
- 2022: Samuel Harvey Moseley, Jr
- 2024: James Stone